# Canon PowerShot D10
Pour les articles homonymes, voir D10.
Le PowerShot D10 de Canon est un appareil photographique compact étanche et antichoc commercialisé à partir du premier trimestre 2009.

## Historique

### Remplacement
Il a été remplacé par le PowerShot D20 lancé en 2012. Ce dernier est équipé d'un zoom x5 et d'un processeur DIGIC 4.